# کرکره (مجموعه تلویزیونی)
کرکره مجموعه‌ای طنز، به کارگردانی هادی حجازی‌فر و تولید سال۱۳۹۱ می‌باشد. این برنامه مسائل اجتماعی، اقتصادی و فرهنگی را نقد می‌کند.
کرکره در سال۱۳۹۱ با حضور بیش از ۳۰بازیگر در ۱۳قسمت تولید شده است. تصویربرداری این مجموعه اواخر دی سال۱۳۹۱ انجام شده و بیش از دو ماه به طول انجامیده است.
گرچه «کرکره» در سال۱۳۹۱ تولید شد، اما در نوروز۱۳۹۳ هر شب ساعت۲۱ از شبکه سه به نمایش درآمد . یکی از دلایل پخش آن با این فاصله زمانی این است که شبکه سه به‌ دنبال یک فرصت مناسب برای پخش آن بود و به نظر می‌رسد نوروز زمان مناسبی برای این برنامه باشد.
این مجموعه همچنین در پاییز سال۱۳۹۳ از شبکه نسیم بازپخش شد.

## موسیقی
| شماره | نام                     | خواننده    | مدت  |
| ----- | ----------------------- | ---------- | ---- |
| ۱.    | «کرکره» (تیتراژ پایانی) | حامد زمانی | ۲:۲۱ |